# Бабушкино (Крым)
Ба́бушкино (до 1948 года Огу́з-Оглу Неме́цкий; укр. Бабушкине, крымскотат. Nemse Oğuz Oğlu, Немсе Огъуз Огълу) — исчезнувшее село в Раздольненском районе Республики Крым, располагавшееся на севере района, в степной части Крыма, присоединённое к селу Чернышёво.

## История
Селение упоминается в записях Планы дач генерального и специального межевания, 1746-1917 гг. (коллекция).Опись 475. Часть 2. Губерния, уезд: Таврическая; Евпаторийский принадлежало дворянину Умер-Мурзе Мансурскому (запись №24 от 5 апреля 1837 и 19 июня 1892 гг.)0041.jpg (3264×2448) (rgada.info)
Поселение крымских немцев Огуз-Оглу немецкий или Дейч-Огуз-Оглу возникло, видимо, в начале XX века, поскольку, согласно энциклопедическому словарю «Немцы России», уже в 1915 году число жителей составляло 155 человек, при этом в Статистическом справочнике Таврической губернии. Ч.II-я. Статистический очерк, выпуск пятый Евпаторийский уезд, 1915 год подобного селения нет.
После установления в Крыму Советской власти, по постановлению Крымревкома от 8 января 1921 года № 206 «Об изменении административных границ» была упразднена волостная система и село вошло в состав Бакальского района Евпаторийского уезда, а в 1922 году уезды получили название округов. 11 октября 1923 года, согласно постановлению ВЦИК, в административное деление Крымской АССР были внесены изменения, в результате которых округа были отменены, Бакальский район упразднён и село вошло в состав Евпаторийского района. Согласно Списку населённых пунктов Крымской АССР по Всесоюзной переписи 17 декабря 1926 года, в селе Огуз-Оглу (немецкий), Ак-Шеихского сельсовета (в котором село состоит всю дальнейшую историю) Евпаторийского района, числилось 22 двора, из них 20 крестьянских, население составляло 107 человек, из них 94 немца, 9 русских, 2 эстонца, 1 украинец. После создания в 1935 году Ак-Шеихского района (переименованного в 1944 году в Раздольненский) Огуз-Оглу немецкий включили в его состав. Вскоре после начала Великой Отечественной войны, 18 августа 1941 года крымские немцы были выселены, сначала в Ставропольский край, а затем в Сибирь и северный Казахстан.
С 25 июня 1946 года Огуз-Оглу в составе Крымской области РСФСР. Указом Президиума Верховного Совета РСФСР от 18 мая 1948 года, Огуз-Оглу немецкий переименовали в Бабушкино. 26 апреля 1954 года Крымская область была передана из состава РСФСР в состав УССР. К 1968 году (согласно справочнику «Крымская область. Административно-территориальное деление на 1 января 1968 года» — в период с 1954 по 1968 годы) посёлок Бабушкино присоединили к селу Чернышёво.